# Paradryope orguion
Paradryope orguion är en kräftdjursart som beskrevs av Stebbing 1888. Paradryope orguion ingår i släktet Paradryope och familjen Aoridae. Inga underarter finns listade i Catalogue of Life.